# Lakonjärvi
Lakonjärvi är en sjö i kommunen Ilomants i landskapet Norra Karelen i Finland. Arean är 44 hektar och strandlinjen är 4,97 kilometer lång. Sjön  ingår i Vuoksens huvudavrinningsområde.   Den ligger omkring 91 kilometer nordöst om Joensuu och omkring 460 kilometer nordöst om Helsingfors. 